# Eumorphus purpureus
Eumorphus purpureus is een keversoort uit de familie zwamkevers (Endomychidae). De wetenschappelijke naam van de soort werd in 1968 gepubliceerd door Strohecker.